# Gentianella
Gentianella este un gen de plante din familia Gentianaceae.

## Specii
- Gentianella alborosea
- Gentianella amarella
- Gentianella anglica
- Gentianella antarctica
- Gentianella auriculata
- Gentianella bulgarica
- Gentianella campestris
- Gentianella cerina
- Gentianella ciliata
- Gentianella concinna
- Gentianella germanica
- Gentianella microcalyx
- Gentianella propinqua
- Gentianella quinquefolia
- Gentianella tenella
- Gentianella tortuosa
- Gentianella uliginosa
- Gentianella wislizeni
- Gentianella wrightii